# Élection présidentielle nigériane de 2023
L'élection présidentielle nigériane de 2023 a lieu le 25 février 2023, en même temps que les élections législatives et sénatoriales, afin d'élire le président et le vice-président du Nigeria.  
Le président sortant Muhammadu Buhari n'est pas candidat à sa réélection, la constitution de 1999 interdisant à un président d'effectuer plus de deux mandats. Son parti, le Congrès des progressistes (APC) présente la candidature de Bola Tinubu, tandis que le principal parti d'opposition, le Parti démocratique populaire (PDP) présente à nouveau celle d'Atiku Abubakar. Les candidats des deux partis traditionnels sont cependant confrontés à la popularité grandissante de Peter Obi, candidat du Parti travailliste. 
Le candidat de l'APC, Bola Tinubu, remporte l'élection dès le premier tour avec un peu plus de 36 % des suffrages exprimés, dans ce qui constitue l'élection la plus compétitive de l'histoire du pays. Le taux de participation enregistre en revanche une nouvelle chute, dans ce qui constitue alors une baisse constante depuis le record de participation de 2003.

## Contexte

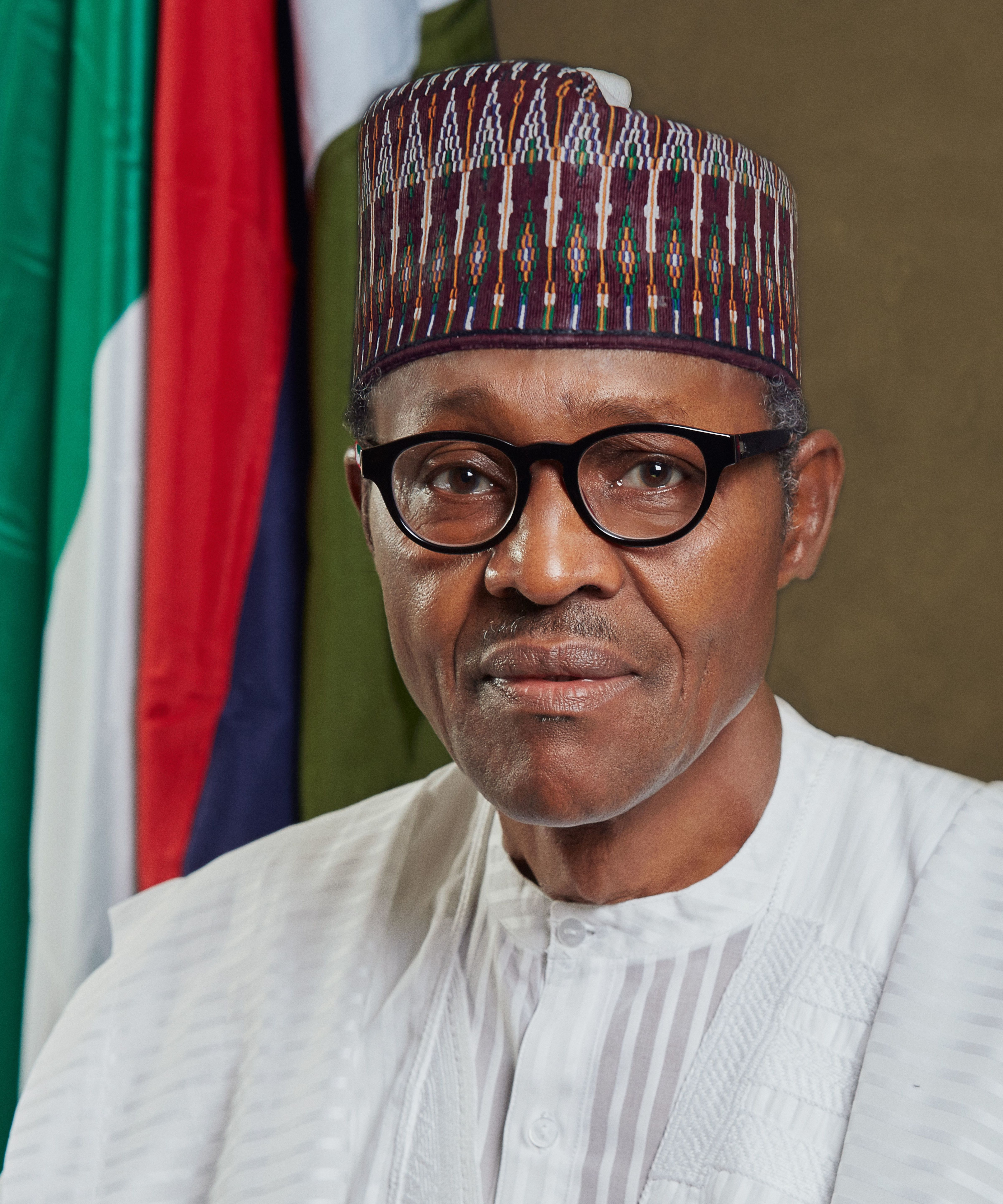
Muhammadu Buhari.

L'élection présidentielle de février 2019 voit la réélection du président sortant Muhammadu Buhari, issu du Congrès des progressistes (APC), sur plusieurs dizaines de candidats de l'opposition dont principalement Atiku Abubakar, ancien vice-président et candidat du Parti démocratique populaire (PDP). Abubakar rejette les résultats et dépose un recours auprès de la Cour suprême, qualifiant l'élection de « pire scrutin de l'histoire de la démocratie nigériane »,. Celui-ci est rejeté par la cour, Buhari prétant finalement serment le 29 mai 2019 pour un second mandat.
Muhammadu Buhari ne peut se représenter en 2023, étant soumis à une interdiction constitutionnelle d'effectuer plus de deux mandats. Le président sortant est alors l'objet de vives critiques en raison de l'incapacité de son gouvernement à lutter contre la criminalité et les groupes djihadistes, dont notamment Boko Haram. Le thème de la sécurité s'impose ainsi comme l'un des principaux de la campagne électorale. Le pays fait également face à une situation économique défavorable, affaiblie par les effets de la pandémie de Covid-19 ainsi que par ceux de l'invasion de l'Ukraine par la Russie, qui provoque une forte inflation des prix des denrées alimentaires et des carburants.

## Mode de scrutin
Le président du Nigeria est élu selon une variante en trois tours du scrutin uninominal majoritaire pour un mandat de quatre ans, renouvelable une seule fois. Est ainsi élu au premier tour le candidat ayant recueilli la majorité relative des suffrages exprimés au niveau national et plus de 25 % dans au moins 24 des 36 États du pays. À défaut, un second tour est organisé entre le candidat arrivé en tête et celui ayant obtenu la majorité relative dans le plus grand nombre d'États, ou, en cas d'égalité de nombre d'États entre plusieurs de ces candidats, celui d'entre eux ayant obtenu le plus de voix. Pour l'emporter, un candidat doit toujours réunir la majorité relative au niveau national et plus de 25 % des voix dans au moins 24 États. Si aucun des deux n'y parvient, un troisième tour est organisé entre les deux candidats. Celui qui recueille le plus de suffrages au troisième tour est alors déclaré élu,.
Les candidats doivent être de nationalité nigériane de naissance, ne pas avoir volontairement acquis une autre nationalité, être âgé d'au moins 35 ans, ne pas avoir de casier judiciaire, être membre et candidat officiel d'un parti politique reconnu, et avoir suivi un cursus scolaire au minimum jusqu'à l'enseignement secondaire.
Chaque candidat se présente avec un colistier, lui même candidat à la vice-présidence et membre du même parti que le candidat à la présidence. Le vice-président remplace le président en cas de vacance du pouvoir, jusqu'au terme de son mandat de quatre ans. Le nouveau président peut alors nommer un nouveau vice-président avec l'accord de chacune des deux chambres du Parlement. Dans le cas où la vacance concerne le président et le vice-président simultanément, le président du Sénat assure l'intérim avant une nouvelle élection présidentielle organisée dans les trois mois. Le président élu lors de cette élection anticipée ne l'est cependant que pour la durée restante du mandat de quatre ans de son prédécesseur.

## Campagne
La recherche d'un successeur au sein de l'APC provoque de vives luttes de pouvoir internes, une situation qui conduit le parti présidentiel à s'avancer désuni à l'approche du scrutin. Un accord tacite et officieux au sein de l'APC veut que la présidence du pays alterne entre des présidents issus du Nord musulman — dont Muhammadu Buhari — et du Sud chrétien, et qu'un président de l'une de ces deux religions soit accompagné d'un vice président de l'autre religion. Cet accord, appelé « zonage » conduit à des tensions lors de la composition des duos de candidats. Si le chef historique du parti, Bola Tinubu — musulman comme Buhari mais originaire du sud —, finit par s'imposer lors de la primaire de l'APC, celui ci doit composer avec différentes mouvances internes dont celles du vice-président Yemi Osinbajo, de l’ancien ministre des transports Rotimi Amaechi et du président du Sénat Ahmad Lawan. Le zonage n'est par ailleurs pas suivi par les principaux candidats d'opposition dont le PDP, qui réinvesti Atiku Abubakar, musulman originaire du nord ,.
Le désenchantement des électeurs envers le gouvernement combiné au manque de soutien de son successeur désigné ne permet pas pour autant à Atiku Abubakar de se démarquer. Tous deux grands partis historiques du pays, l'APC et le PDP font face à un rejet croissant des électeurs, qui remettent en cause leur capacité à gérer le pays et à se démarquer l'un de l'autre. Leurs candidats, l'un comme l'autre septuagénaires, peinent notamment à rallier une population particulièrement jeune,. Si un taux de participation très bas est par conséquent attendu dans un pays déjà habitué à de forts taux d'abstention, l'élection présidentielle de 2023 se révèle très ouverte, plusieurs autres candidats se positionnant comme « outsiders », dont notamment l'ancien gouverneur de l'État d'Anambra, Peter Obi, du Parti travailliste (LP) et l'ancien gouverneur de l'État de Kano, Rabiu Kwankwaso, du Nouveau parti populaire du Nigeria (NNPP). Le non respect du zonage par Abubakar conduit en effet ces deux derniers, anciens gouverneurs sous l'étiquette du PDP, à quitter le parti pour présenter leurs propres candidatures. La montée dans les sondages de Obi et Kwankaso rend envisageable l'organisation d'un second tour, une première dans l'histoire du pays,.
Candidat de la jeunesse en opposition aux représentants de la « vieille garde », Peter Obi finit par se hisser en tête des sondages. Connu pour son combat contre la corruption lorsqu'il était gouverneur, il bénéficie d'une image d'homme simple et intègre, en opposition à Tinubu et Abubakar, au parcours politique entaché d'accusations de corruption. Son parti manque cependant d'envergure nationale, son précédent candidat, Muhammed Usman Zaki, n'ayant réunit que 0,02 % des suffrages en 2019. A la fois chrétien et Igbo — une ethnie du sud —, Obi peinerait par ailleurs à mobiliser dans le nord du pays,.
Afin de tenter d'éviter les affrontements post électoraux ayant émaillés le précédent scrutin,  les quatre principaux candidats s'engagent en octobre 2022 à respecter un « pacte de paix » à l'initiative du Comité national de la paix, une association rassemblant des représentants de la vie civile et religieuse. Le « zonage » n'ayant pas été suivi, ou seulement en partie, des violences communautaires sont cependant redoutées à l'approche du scrutin.

## Sondages
Organisés par téléphone portable dans un pays encore très rural où l'accès à ces derniers est loin d'être universel, les sondages sont considérés comme peu fiables, et susceptibles de surreprésenter les soutiens de Peter Obi, très populaire chez les jeunes. 
Pour des raisons techniques, il est temporairement impossible d'afficher le graphique qui aurait dû être présenté ici.

## Résultats préliminaires
|                           | Bola Tinubu Kashim Shettima                | APC                       | 8 794 726  | 36,61 |  |  |
|                           | Atiku Abubakar Ifeanyi Okowa               | PDP                       | 6 984 520  | 29,07 |  |  |
|                           | Peter Obi Yusuf Datti Baba-Ahmed           | LP                        | 6 101 533  | 25,40 |  |  |
|                           | Rabiu Kwankwaso Isaac Idahosa              | NNPP                      | 1 496 687  | 6,23  |  |  |
|                           | Christopher Imumolen Bello Bala Maru       | A                         |            |       |  |  |
|                           | Hamza al-Mustapha Chukwuka Johnson         | AA                        |            |       |  |  |
|                           | Yabagi Sani Udo Okey-Okoro                 | ADP                       |            |       |  |  |
|                           | Osita Nnadi Isa Hamisu                     | APP                       |            |       |  |  |
|                           | Omoyele Sowore Haruna Garba Magashi        | AAC                       |            |       |  |  |
|                           | Dumebi Kachikwu Ahmed Buhari               | ADC                       |            |       |  |  |
|                           | Peter Umeadi Abdullahi Muhammed Koli       | APGA                      |            |       |  |  |
|                           | Princess Chichi Ojei Ibrahim Mohammed      | APM                       |            |       |  |  |
|                           | Sunday Adenuga Mustapha Usman Turaki       | BP                        |            |       |  |  |
|                           | Felix Johnson Osakwe Yahaya Muhammad Kyabo | NRM                       |            |       |  |  |
|                           | Kola Abiola Haro Haruna Zego               | PRP                       |            |       |  |  |
|                           | Adewole Adebayo Yusuf Buhari               | SDP                       |            |       |  |  |
|                           | Malik Ado-Ibrahim Kasarachi Enyinna        | YPP                       |            |       |  |  |
|                           | Dan Nwanyanwu Ramalan Abubakar             | ZLP                       |            |       |  |  |
|                           |                                            |                           |            |       |  |  |
| Suffrages exprimés        | Suffrages exprimés                         | Suffrages exprimés        | 24 025 940 | 96,24 |  |  |
| Votes blancs et invalides | Votes blancs et invalides                  | Votes blancs et invalides | 939 278    | 3,76  |  |  |
| Total                     | Total                                      | Total                     | 24 965 218 | 100   |  |  |
| Abstentions               | Abstentions                                | Abstentions               | 68 703 790 | 73,29 |  |  |
| Inscrits / participation  | Inscrits / participation                   | Inscrits / participation  | 93 469 008 | 26,71 |  |  |

## Analyse et conséquences

Résultats par Etat.

Le scrutin s'inscrit dans une longue dynamique de déclin de la participation électorale, dont le taux est passé de 69 % en 2003 (en) à moins de 27 %. Alors que la population a plus que doublé entretemps, seulement 25 millions d'électeurs inscrits se sont déplacés pour aller voter, contre 25,4 millions en 1983 (en) pendant la Deuxième République (en).
Comme attendu, le scrutin se révèle très compétitif, les trois candidats arrivés en tête au niveau national — Bola Tinubu, Atiku Abubakar et Peter Obi — ayant chacun obtenu la majorité relative dans au moins douze États, une première dans l'histoire du pays. Arrivé quatrième, Rabiu Kwankwaso arrive quant à lui en tête dans l'État de Kano. Malgré l'effacement du bipartisme, un second tour n'a cependant pas lieu, Bola Tinubu étant parvenu à obtenir 25 % des voix dans vingt-neuf États, soit cinq de plus que nécessaire,.
L'élection est cependant entachée par la défaillance du système de transfert électronique des voix, provoquant de vives critiques envers la Commission électoriale nationale indépendante (INEC). Censé assurer la rapidité et la crédibilité du dépouillement, le Système bimodal d’accréditation des électeurs (BVAS) alliant listes électorales biométriques et reconnaissance faciale au moment du vote se révèle au contraire la source de lenteurs et d'importantes irrégularités, alors même que sa mise en place a coûté 117 milliards de Naira (environ 240 millions d'euros). Les défaillances du système, couplées à un manque de maitrise de la part des agents électoraux, conduisent ainsi des électeurs à se retrouver privés de vote, tandis que la publication des résultats, bien que dans les délais légaux, prend quatre jours contre trois en 2019, aggravant au contraire les accusations de fraude électorale. Cette situation conduit Abubakar, Obi et Kwankwaso à qualifier l'élection de « simulacre », et à exiger l'annulation du vote,,.
Les recours sont jugés peu probables de remettre en cause la prestation de serment de Bola Tinubu prévue le 29 mai 2023. Ceux-ci doivent ainsi être déposés auprès du tribunal d'appel d'Abuja dans les 21 jours ouvrés suivant la proclamation des résultats du 1er mars, soit avant le 31 mars, chacun des recours étant ensuite suivi d'un jugement pouvant être donné jusqu'à 180 jours plus tard. Les jugements du tribunal d'appel peuvent eux-mêmes être portés en recours auprès de la Cour suprême du Nigeria, qui dispose à son tour de 60 jours pour rendre son jugement. Une annulation du scrutin et une répétition du processus électoral, bien que possibles, ont ainsi peu de chance de remettre en cause la passation du pouvoir du président Muhammadu Buhari à son collègue du Congrès des progressistes. Cette dernière intervient ainsi comme prévu le 29 mai 2023. Les recours sont finalement rejetés comme irrecevables le 6 septembre suivant par la Cour d'appel, qui jugent sans fondements les accusations de fraude électorale. Les deux principaux partis d'opposition annoncent le jour même leur intention de saisir la Cour suprême,,.